# 岡山県道357号梶並立石線
岡山県道357号梶並立石線（おかやまけんどう357ごう かじなみたていしせん）は、岡山県美作市を通る一般県道である。

## 概要
美作市梶並と美作市立石を結ぶ。

### 路線データ
- 起点：美作市梶並（鳥取県道・岡山県道7号智頭勝田線交点）
- 終点：美作市立石（岡山県道5号作東大原線交点）
- 総延長：15.4 km
- 実延長：14.0 km

## 歴史
- 1960年（昭和35年）3月18日 - 岡山県告示第335号により認定される。
- 1972年（昭和47年） - 岡山県の県道番号再編により現行の路線番号に変更される。
- 2005年（平成17年）3月31日 - 西粟倉村を除く英田郡に属する町村と勝田郡勝田町が対等合併して美作市が発足したことに伴い全線が美作市域のみを通る路線になり、併せて起終点の地名表記が変更される。

## 路線状況

### 重複区間
- 国道429号（美作市川上）

## 地理

### 通過する自治体
- 美作市

### 交差する道路
| 交差する道路                    | 交差する場所 | 交差する場所 |
| ------------------------------- | ------------ | ------------ |
| 鳥取県道・岡山県道7号智頭勝田線 | 梶並         | 起点         |
| 国道429号 重複区間起点          | 川上         |              |
| 国道429号 重複区間終点          | 川上         |              |
| 岡山県道5号作東大原線           | 立石         | 終点         |

### 沿線
- 美作市役所 勝田総合支所梶並出張所
- 川上ダム
- 美作市役所 大原総合支所立石出張所